# دانشگاه آزاد هلند
دانشگاه آزاد هلند (به انگلیسی: Open University of the Netherlands)، یک مؤسسه هلندی برای آموزش از راه دور در سطح دانشگاه است. این دانشگاه مستقل از دولت است و از روش‌های مختلف از جمله مواد نوشته شده، اینترنت و سمینارهای گاه به گاه شبانه یا جلسات روزانه استفاده می‌کند.
دانشگاه آزاد هلند در سال ۱۹۸۴ تأسیس شد. این دانشگاه در هیرلن، در استان لیمبورگ، در جنوب هلند واقع شده‌است.

## مرور اجمالی
دانشگاه آزاد هلند دارای ۱۲ مرکز تحصیلی و ۳ مرکز پشتیبانی در سراسر هلند و همچنین ۶ مرکز تحصیلی در فلاندر (بلژیک) و مشارکت با موسسات در آروبا، بونیر، کوراسائو، سینت مارتن و سورینام است.
این دانشگاه بیش از ۲۵۰٬۰۰۰ دانشجو در دوره‌های ثبت نام کرده‌اند. در سپتامبر ۲۰۱۶، حدود ۱۵٬۰۰۰ دانشجو در مراکز تحصیلی یا پشتیبانی هلند، از جمله برخی از ساکنان کشورهای دیگر، ثبت نام کردند.

## اهداف
هدف دولت هلند از تأسیس دانشگاه آزاد هلند این بود که آموزش عالی برای هرکسی که دارای مهارت‌های لازم است، بدون در نظر گرفتن مدارک تحصیلی، مناسب باشد. هدف از ارائه آموزش در این دانشگاه، مقرون به صرفه بودن تحصیل و تشویقِ نوآوری در آموزش عالی هلند از نظر برنامه درسی و آموزش است.